# Šimon Nemec
Šimon Nemec (n. 15 februarie 2004, Liptovský Mikuláš, Žilinský kraj, Slovacia) este un jucător de hochei pe gheață ce a reprezentat Slovacia, medaliat olimpic. A participat la o ediție a Jocurilor Olimpice (2022) în care a câștigat o medalie de bronz.